# Privredna banka Zagreb
Privredna banka Zagreb (PBZ) hrvatska je banka koja pruža usluge fizičkim i pravnim osobama, obavlja kartično poslovanje, investicijsko bankarstvo, privatno bankarstvo, najam, upravljanje imovinom te brokerskim i konzultantskim uslugama i poslovanjem s nekretninama. Posluje na cijelom području Republike Hrvatske, Slovenije i Bosne i Hercegovine te zapošljava preko 4 tisuće zaposlenika. Ukupna imovina banke u 2022. godini iznosila je 157,33 mlrd. kuna.[nedostaje izvor]

## Usluge
- Dnevne financije
- Digitalno bankarstvo
- Kreditiranje
- Ulaganja
- Osiguranja
- Kartice
- Promet nekretninama
- Brokerski poslovi
- Savjetovanje

## Povijest
Povijest banke prema službenoj stranici banke:
- 1966. — Privredna banka Zagreb d.d (PBZ) osnovana je 1966. godine i pravni je slijednik Banke Narodne Republike Hrvatske osnovane 1962. godine.
- 1989. — Banka postaje dioničko društvo.
- 1999. — Nakon uspješno provedene privatizacije u prosincu 1999. godine, Banca Commerciale Italiana (BCI) kupila je 66,3 % dionica Privredne banke Zagreb d.d., a Državna agencija za osiguranje štednih uloga i sanaciju banaka zadržala je udio od 25 % plus dvije dionice.
- 2000. — Banca Commerciale Italiana (BCI) postaje 2000. godine dijelom grupacije Gruppo Intesa.
- 2000. — PBZ započinje s implementacijom internetskog bankarstva.
- 2000. — Privrednoj banci Zagreb d.d. pripojena je Krapinsko-zagorska banka.
- 2002. — Tijekom 2002. godine manjinski udio (20,88 %) u vlasništvu Privredne banke Zagreb d.d. stekla je Europska banka za obnovu i razvoj (EBRD).
- 2004. — Privrednoj banci Zagreb d.d. pripojena je Riadria banka.
- 2005. — Banci je pripojena Privredna banka Laguna banka.
- 2006. — U siječnju 2006. godine kartično poslovanje Privredne banke Zagreb d.d. i PBZ American Expressa integrirano je u novu tvrtku pod nazivom PBZ Card d.o.o. koja je danas vodeća kartična institucija u zemlji.
- 2007. — Spajanjem dviju velikih talijanskih banaka 2007. godine, Banca Intesa i Sanpaolo IMI, Privredna banka Zagreb d.d. postaje članicom Intesa Sanpaolo Grupe.
- 2012. — Provedeno je pripajanje Međimurske banke d.d. Privrednoj banci Zagreb d.d.
- 2015. — U lipnju 2015. stjecanjem udjela (20,88 %) od EBRD-a, Intesa Sanpaolo povećava svoj većinski vlasnički udjel u Privrednoj banci Zagreb d.d. na 97,47 %.
- 2015. — U srpnju 2015. godine Privredna banka Zagreb d.d. je preuzela većinski dionički paket Intesa Sanpaolo Banke d.d. Bosna i Hercegovina, a u 2017. godini preuzima 51 % dioničkog kapitala Banke Intesa Sanpaolo d. d. u Sloveniji (bivša Banka Koper d.d.).
- 2018. — Privredna banka Zagreb d.d. preuzima i pripaja Veneto banku d.d.
- 16. lipnja 2022. — PBZ stambena štedionica pripojena je svojoj matičnoj banci Privrednoj banci Zagreb d.d.

## Nagrade i priznanja
- Euromoney Awards for excellence 2021 – nagrada za najbolju banku u Hrvatskoj
- Global Finance Award 2021 – nagrada za najbolju banku u Hrvatskoj
- „Zlatna kuna“ Hrvatske gospodarske komore – najprestižnija domaća nagrada
- Certifikat Najbolji poslodavac u 2021. godini sukladno kriterijima ISF standarda i poštovanje zaposlenika - „ISF white standard Employee respect“
- Certifikat Poslodavac partner koji dodjeljuje tvrtka Selectio Solutions d.o.o.
- People’s Voice Award 2021 – jedna od kategorija nagrada Best Employer brand Awards Adria
- Certifikat Prijatelj studenata – dodjeljuje studentska udruga eSTUDENT
- Global Finance Award 2022 – nagrada za najbolju banku u Hrvatskoj
- Woman’s Choice Award – nagrada za najbolju banku u Hrvatskoj
- Certifikat Najbolji poslodavac za 2022. godinu – sukladno standardu ISF white© Employee
- Certifikat Poslodavac partner za 2022. godinu – dodjeljuje tvrtka Selectio Solutions d.o.o.
- Best Employer Brand Awards 2022 u kategoriji Banking sectora
- Zlatni indeks u kategoriji Stipendije – dodjeljuje studentska udruga eSTUDENT

## PBZ u brojkama
- 1,99 milijuna klijenata
- 1,87 milijuna tekućih računa
- 199,7 milijardi kuna sredstava klijenata
- 715 tisuća korisnika internet bankarstva
- 232 poslovnice
- 1055 bankomata
- 151 dnevno-noćni trezor
- 2,84 milijuna izdanih kartica
- 3381 zaposlenika

## Vanjske poveznice
- Službena mrežna stranica